# ウラジーミル・ステクロフ
ウラジーミル・アンドレエヴィチ・ステクロフ（ロシア語: Влади́мир Андре́евич Стекло́в, ラテン文字転写: Vladimir Andreevich Steklov, 1864年1月9日 - 1926年5月30日）は、ロシアの数学者、物理学者。

## 人物
ニジニ・ノヴゴロド生まれ。ハリコフ大学においてアレクサンドル・リャプノフの下で学んだ。1887年に卒業後、同大学およびハリコフ技術大学で働いた。また1906年からはサンクトペテルブルク大学で働いた。ソ連(現ウクライナ)のガスプラで死去。
1921年、ステクロフは数学と物理学の研究所の設立を願い出ている。彼の死後に設立された研究所は彼の名にちなんで命名された。1934年にここから独立した数学研究所は、現在ステクロフ数学研究所として知られている。